# Eugène Grasset

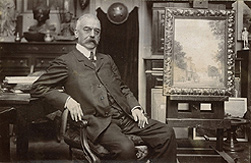
Eugène Grasset retratado por Nadar en 1910.

Eugène Grasset (Lausana, 25 de mayo de 1845-Sceaux, 23 de octubre de 1917) fue un escultor, pintor e ilustrador francés de origen suizo de la Belle Époque y pionero del modernismo.

## Algunas obras

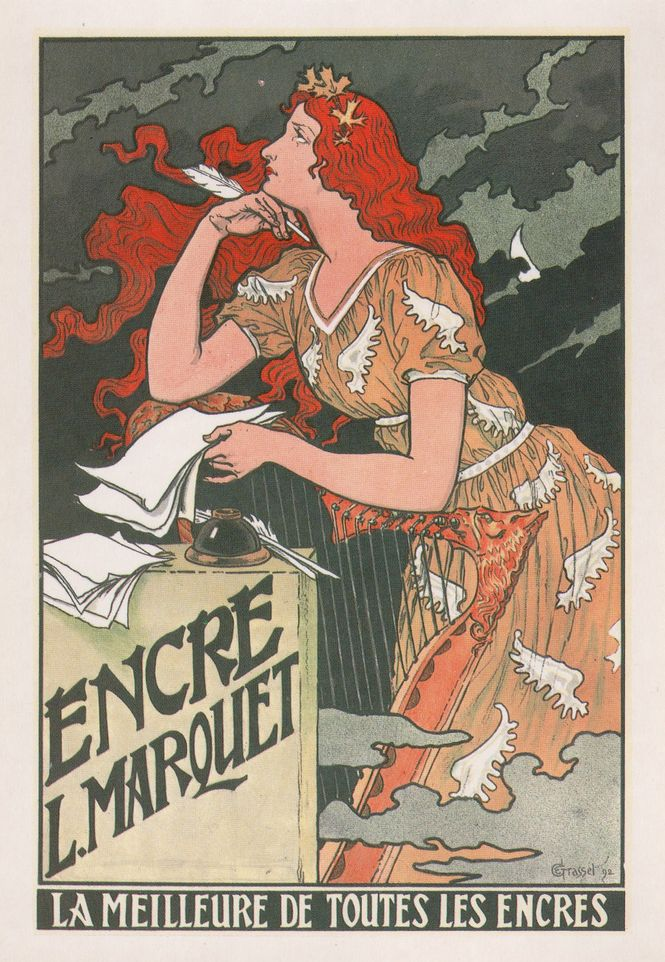
Encre L Marquet, 1892
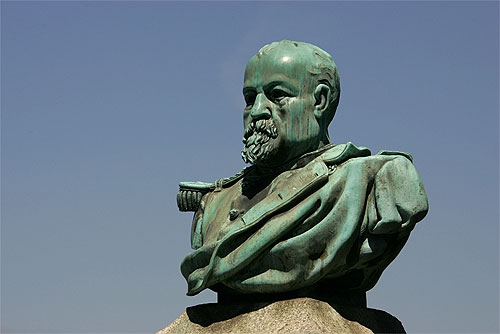
Busto del Coronel Charles Veillon, Lausana
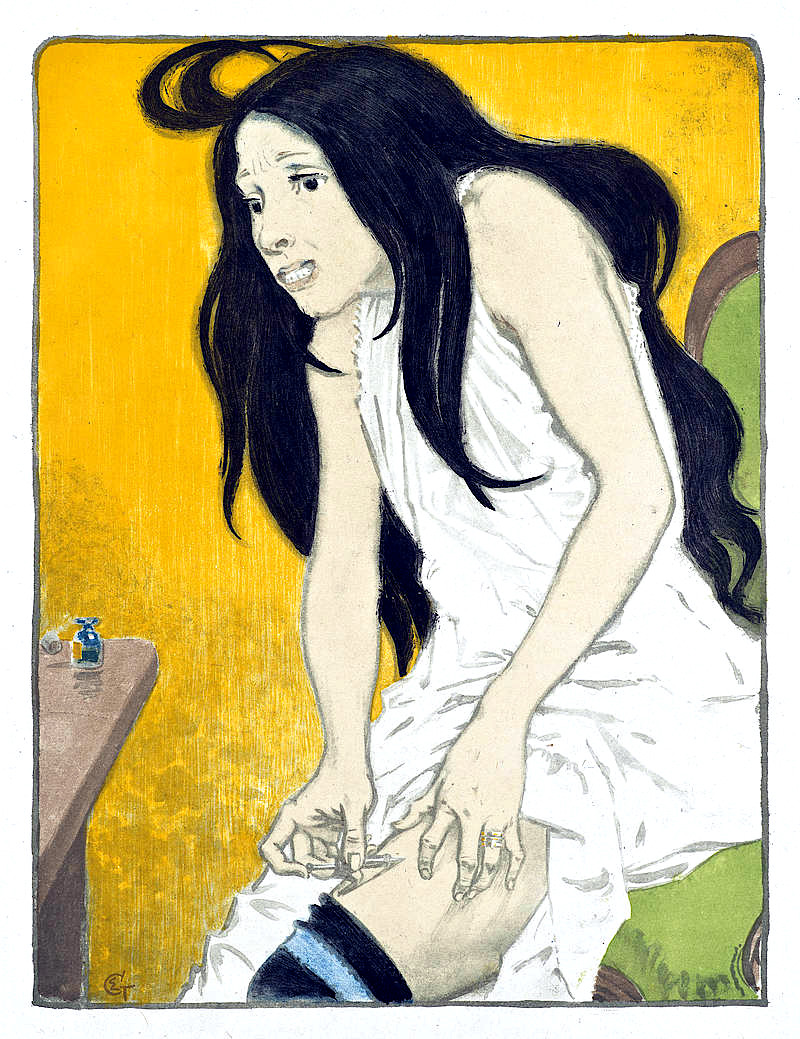
La morfinomane, 1897
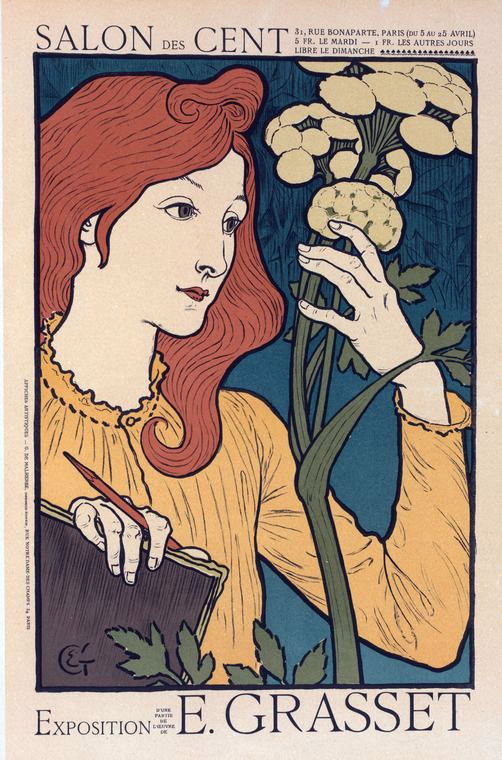
Exposition Eugène Grasset au Salon des Cent 1898
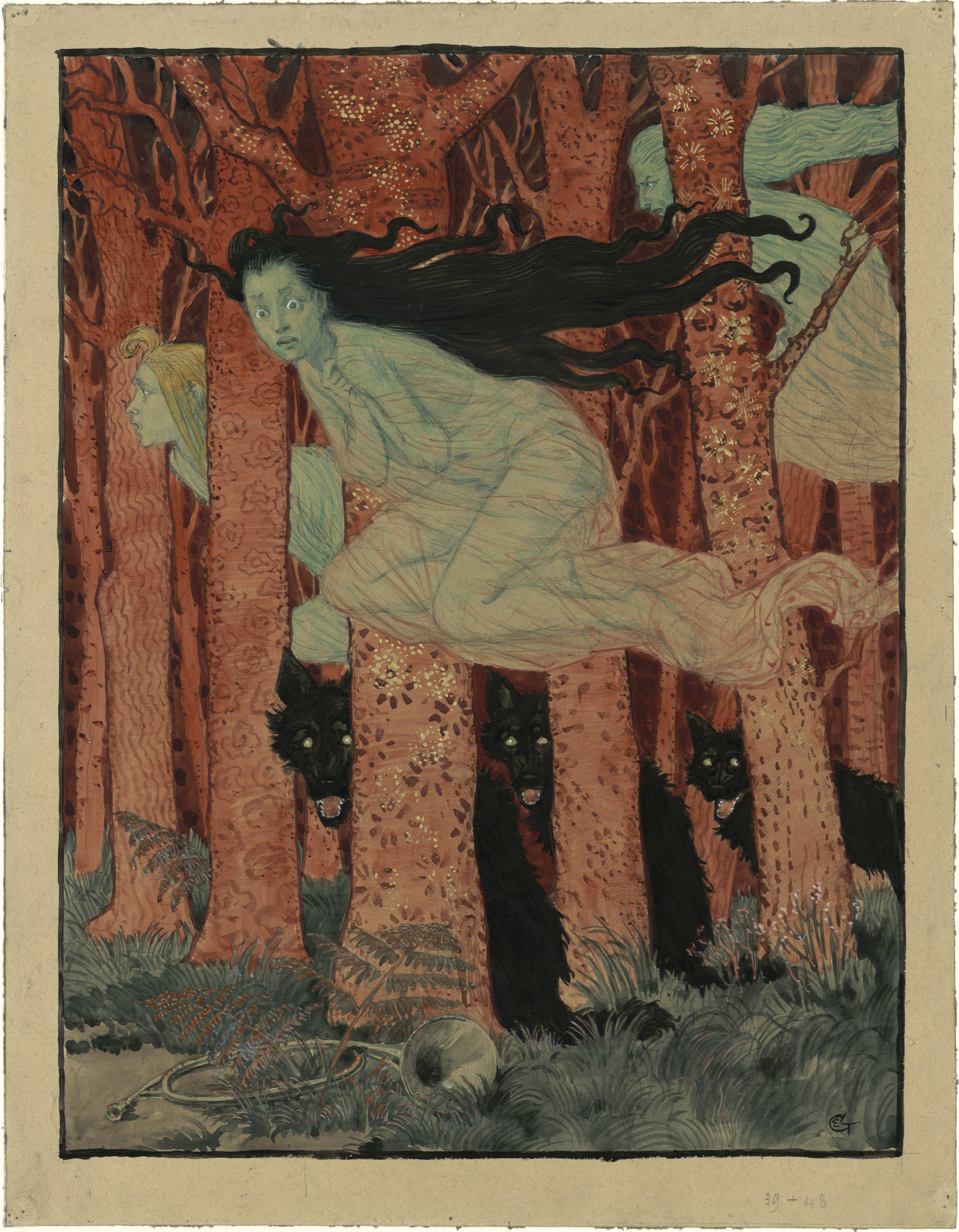
Tres mujeres y tres lobos (1900)
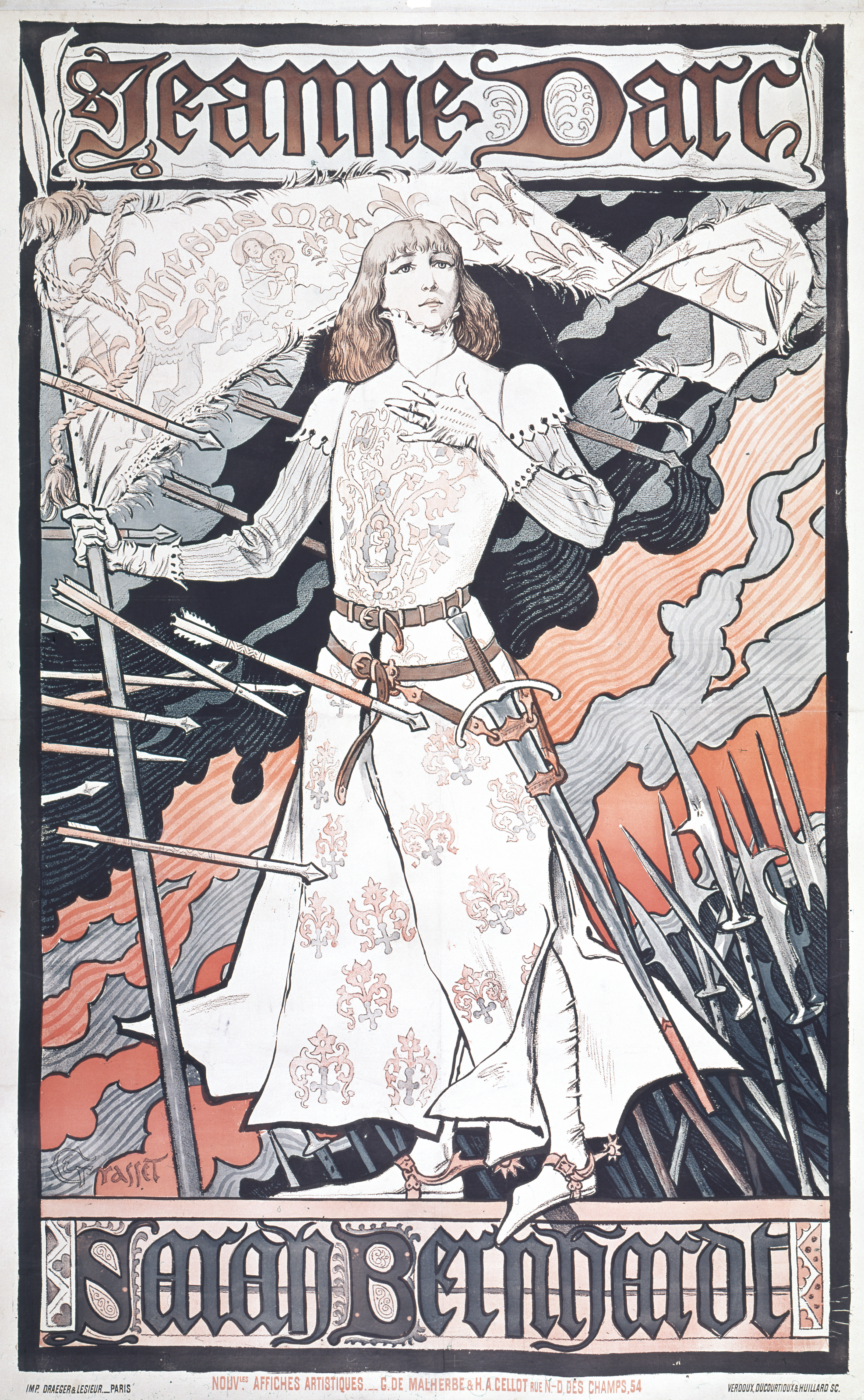
Cartel de teatro para Sarah Bernhardt , como Juana de Arco
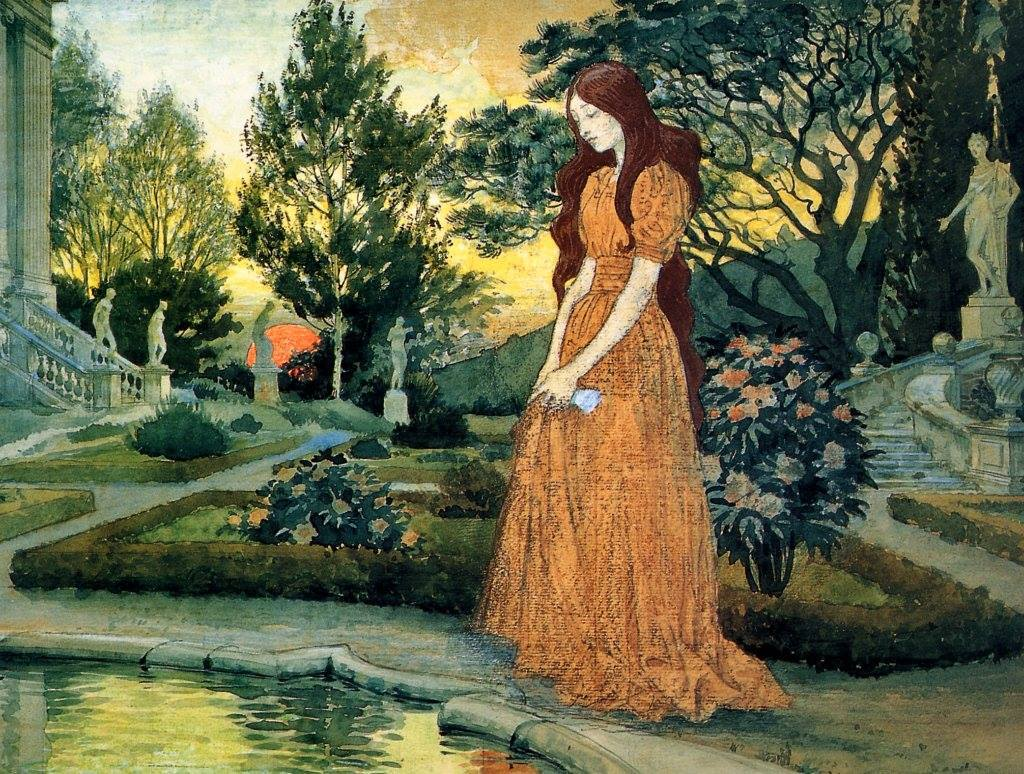
Mujer joven en un jardín
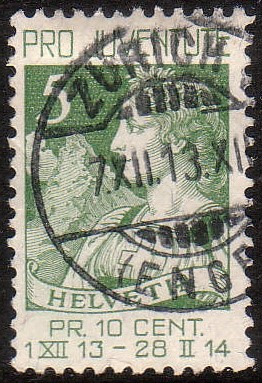
primer sello de la Pro Juventute (1913), Helvetia vor Matterhorn